# Dolmen du Jas de Parète
Le dolmen du Jas de Parète est un dolmen situé à Vidauban, dans le département du Var en France.

## Description
L'édifice fut découvert en 1965 par G. Palausi. Il a été construit à extrémité d'un petit affleurement de rhyolite d'où ont été extraites ses dalles de construction. La chambre sépulcrale est de forme carrée. Elle est délimitée par une dalle de chevet (1,5 m) à l'est et une dalle au nord reposant sur un muret en pierres sèches. Le côté sud de la chambre est désormais manquant : aucune trace de muret ou de dalle n'a pu être relevé. La chambre ouvre à l'ouest. L'entrée est marquée par deux piliers et une dalle de seuil. Le couloir et le tumulus ont disparu.
Le dolmen a été vidé à une époque indéterminée et la couche archéologique d'origine a disparu mais quelques éléments de mobilier ont pu être recueilli directement sur le substrat rocheux au fond de la chambre : 2 perles, 48 éclats de quartz et 8 de silex. Le site comportait aussi de nombreux tessons de tuiles romaines. L'acidité naturelle du sol peut expliquer l'absence totale de fragments osseux.